# Правая (приток Шитчорыккы)
Правая — река в России, протекает по территории Красноселькупского района Ямало-Ненецкого автономного округа. Начинается в небольшом болоте. Устье реки находится в 3 км по правому берегу реки Шитчорыккы на высоте 68 метров над уровнем моря. Длина реки составляет 24 км.

## Данные водного реестра
По данным государственного водного реестра России относится к Нижнеобскому бассейновому округу, водохозяйственный участок реки — Таз. Речной бассейн реки — Таз.